# 麻田マモル
麻田 マモル（あさだ まもる、1951年5月2日 - 2017年3月8日）は、日本の歌手、ミュージカル俳優。千葉県出身。

## 人物
ミュージカル俳優を引退後は札幌市で飲食店を経営。また、自分の店にて歌の指導も行っており、セミプロ級の弟子を多く輩出。俳優・女優との親交が多く、スポット的ではあるが舞台出演もこなした。
2017年3月8日に死去、65歳没。

## 主な曲

### アニメソング
- さらばやさしき日々よ（『太陽の牙ダグラム』OP）
- 風の行方（『太陽の牙ダグラム』ED）
- EXODUS（エキソダス）（『太陽の牙ダグラム』挿入歌）
- 父よ（『太陽の牙ダグラム』挿入歌）

### 歌謡曲
- もうひとつの人生を
- 寒い夜明け
- 太宰府詩情
- 雪舞い
- 夢色ワイン
- 愛は翼（日野自動車イメージソング）
- 道化師の休息
- 悲しい悪魔

## 出演したミュージカル
- レ・ミゼラブル
- シェルブールの雨傘